# Sansac-Veinazès
Sansac-Veinazès ist eine französische Gemeinde mit 201 Einwohnern (Stand: 1. Januar 2022) im Département Cantal in der Region Auvergne-Rhône-Alpes (vor 2016 Auvergne); sie gehört zum Arrondissement Aurillac und zum Kanton Arpajon-sur-Cère. 

## Geographie
Sansac-Veinazès liegt etwa 20 Kilometer südlich von Aurillac. Umgeben wird Sansac-Veinazès von den Nachbargemeinden lacapelle-del-Fraisse im Norden und Nordosten, Labesserette im Osten, Junhac im Südosten und Süden, Sénezergues im Süden und Westen sowie Marcolès im Nordwesten.

## Bevölkerungsentwicklung
| Jahr                       | 1962 | 1968 | 1975 | 1982 | 1990 | 1999 | 2006 | 2011 | 2019 |
| Einwohner                  | 276  | 247  | 228  | 209  | 202  | 211  | 199  | 221  | 217  |
| Quellen: Cassini und INSEE |      |      |      |      |      |      |      |      |      |

## Sehenswürdigkeiten
- Himmelfahrts-Kirche (Église de-l’Assomption)

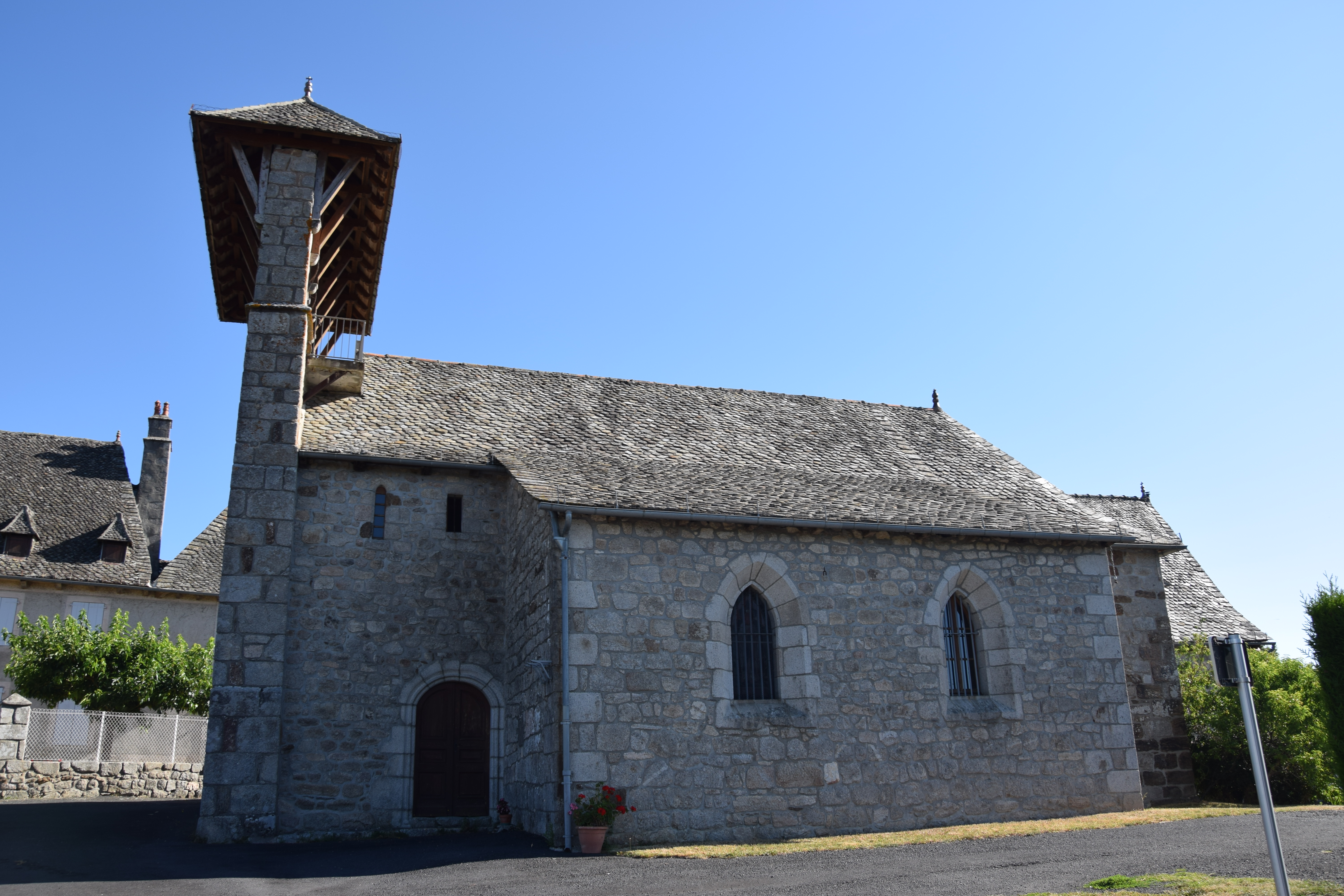
Himmelfahrts-Kirche